# Xian de Shuangfeng
Le xian de Shuangfeng (双峰县 ; pinyin : Shuāngfēng Xiàn) est un district administratif de la province du Hunan en Chine. Il est placé sous la juridiction de la ville-préfecture de Loudi.

## Démographie
La population du district était de 893 109 habitants en 1999.

## Langue
Le dialecte de Shuanfeng est une variété de vieux xiang. Il intéresse les linguistes, notamment parce qu'il a conservé certains caractères des langues chinoises anciennes.